# Stephen Pace
Stephen Pace, född 9 mars 1891 i Terrell County i Georgia, död 5 april 1970 i Americus i Georgia, var en amerikansk demokratisk politiker. Han var ledamot av USA:s representanthus 1937–1951.
Pace studerade först vid Georgia School of Technology och avlade 1914 juristexamen vid University of Georgia. Därefter inledde han sin karriär som advokat i Americus. År 1937 efterträdde han Bryant Thomas Castellow som kongressledamot och efterträddes 1951 av Tic Forrester.
Pace avled 1970 och gravsattes på begravningsplatsen Sunset Memorial Gardens i Americus i Georgia.